# Shovel Knight
Shovel Knight è un videogioco a piattaforme bidimensionale a scorrimento orizzontale, con grafica retrò stile 8 bit, sviluppato e pubblicato dalla software house indie Yacht Club Games nel 2014.
Ispirato allo stile grafico e di gameplay dei giochi a piattaforme per Nintendo Entertainment System, dopo aver ottenuto i finanziamenti attraverso una campagna Kickstarter, il videogioco è stato distribuito inizialmente per Microsoft Windows, Nintendo 3DS e Wii U, mentre le versioni per macOS e Linux vengono distribuite rispettivamente il 13 settembre e l'8 ottobre dello stesso anno. Le versioni per PlayStation 3, PlayStation 4, PlayStation Vita e Xbox One vengono pubblicate nell'aprile del 2015, quella per l’Amazon Fire Tv nel settembre 2015, mentre quella per Nintendo Switch nel marzo 2017.
A seguito dell'aggiunta di due nuove espansioni, il titolo della campagna originale è stato modificato in Shovel of Hope, mentre l’intero gioco adesso si intitola Shovel Knight: Treasure Trove.
Il gioco ha ottenuto molti commenti positivi e vinto diversi premi tra cui il premio "Miglior Gioco Indipendente" ai Game Awards 2014.

## Modalità di gioco
Il gioco si ispira come meccaniche in particolare alla saga di Mega Man, ma mutua diversi elementi anche dalle saghe di Castlevania, The Legend of Zelda (in particolare da Zelda II: The Adventure of Link) e DuckTales.
Da DuckTales mutua soprattutto il sistema di combattimento basato sui colpi dall'alto. Infatti, come Zio Paperone in Ducktales, anche Shovel Knight può distruggere blocchi e danneggiare i nemici dall’alto rimbalzandoci sopra con la sua pala. La pala inoltre permette di dissotterrare oggetti, aprire forzieri, abbattere pareti distruttibili, spostare alcuni oggetti, colpire i nemici dal davanti e contrastare alcuni colpi a distanza.
Al giocatore sono messe a disposizione anche delle reliquie, ovvero degli oggetti che possono essere utilizzati consumando punti magia. Il gioco è suddiviso in livelli di cui la maggior parte si conclude con una battaglia contro il boss di fine livello.
All'interno dei livelli il giocatore può ottenere oro sconfiggendo i nemici, aprendo forzieri, dissotterrando tesori, esplorando aree segrete e collezionando gli spartiti del bardo. L'oro può essere speso nei villaggi per acquistare potenziamenti per la salute e la magia, reliquie, armature e potenziamenti per la pala, mentre gli spartiti possono essere consegnati al bardo per ottenere oro e sbloccare le tracce della colonna sonora.
Per ottenere un quantitativo di oro aggiuntivo il giocatore può scegliere di distruggere i checkpoint presenti nei livelli rischiando però di dover ricominciare il livello dall'ultimo checkpoint intatto oppure, nel caso non ce ne fossero, dall'inizio. In caso di morte il giocatore perde una percentuale dell'oro raccolto che può però recuperare nel tentativo immediatamente successivo raccogliendo i sacchi che appaiono nel punto in cui è morto. Se il giocatore muore prima di aver raccolto tutti i sacchi perde definitivamente l'oro in essi contenuto.
Una volta completato il gioco per la prima volta, il giocatore ottiene l'accesso alla modalità New Game Plus, che aumenta il livello di difficoltà rendendo i nemici più forti e limitando il numero di checkpoint presenti nei livelli, lasciando però al giocatore tutte le reliquie e i potenziamenti acquistati durante la sua prima run.
Nel gioco sono presenti più di 321 codici con i quali si possono attivare altrettanti trucchi.

## Contenuti speciali
Alcune versioni del gioco includono contenuti disponibili solo per alcune piattaforme.
La versione PlayStation 4 contiene una boss-battle contro Kratos, il personaggio principale di God of War, mentre la versione Xbox One contiene una boss-battle contro i Battletoads, protagonisti dell'omonimo gioco.
La versione 3DS contiene una modalità aggiuntiva chiamata StreetPass Arena. In questa modalità il giocatore può registrarsi mentre gioca una parte di un livello per poi condividere il fantasma della loro partita con gli altri giocatori tramite lo StreetPass. Gli altri giocatori possono quindi giocare la stessa parte di livello sfidando il fantasma del giocatore che lo ha condiviso. La versione Wii U offre la possibilità di lasciare messaggi agli altri giocatori. Inoltre su Wii U, attraverso l'acquisto dell'Amiibo di Shovel Knight, è possibile sbloccare la modalità co-op fino a 2 giocatori.
Dall'11 gennaio 2017 la modalità co-op è stata estesa a tutte le piattaforme, eccetto Nintendo 3DS e PlayStation Vita, senza che sia necessario l'acquisto dell'Amiibo.

## Contenuti scaricabili
Shovel Knight: Treasure Trove contiene, oltre alla campagna principale, tre espansioni, l'ultima è uscita alla fine del 2017.
La prima espansione, intitolata Plague of Shadows, dà al giocatore la possibilità di vestire i panni di Plague Knight, uno dei cavalieri dell'Ordine degli Spietati. A differenza di Shovel Knight, Plague Knight combatte lanciando delle bombe che possono essere personalizzate modificandone il bozzolo, che influisce sulla modalità di tiro; la polvere, che influisce sull’esplosione; e la miccia, che influisce sul ritardo dell'esplosione. Tenendo premuto il tasto per attaccare, Plague Knight può effettuare i rocket-jump, ovvero dei salti eseguiti sfruttando come propulsione l'onda d’urto generata dall'esplosione delle sue stesse bombe. Al posto delle reliquie, Plague Knight ha a disposizione gli arcani, ovvero degli oggetti magici molto simili ad esse. Il giocatore può inoltre sbloccare altri oggetti aggiuntivi spendendo le monete verdi raccolte nei vari livelli.
Inizialmente quest'espansione era accessibile soltanto dopo aver completato la campagna originale di Shovel Knight o con un trucco, ma, dall'aggiornamento di Treasure Trove in poi, questa e le altre campagne delle espansioni sono giocabili sin da subito.
La seconda espansione, intitolata Specter of Torment, dà al giocatore la possibilità di vestire i panni di Specter Knight, anch'esso membro Ordine degli Spietati. L'arma principale di Specter Knight è una falce, grazie alla quale riesce a effettuare degli scatti diagonali che gli consentono di raggiungere nuove aree di gioco o di colpire i nemici vicini. Al posto delle reliquie, Specter Knight ha a disposizione i curio, ovvero degli oggetti magici molto simili a esse. I curio possono essere comprati spendendo i teschi rossi raccolti nei vari livelli.
La terza e ultima espansione darà al giocatore la possibilità di vestire i panni di King Knight. Il lancio era previsto entro la fine del 2017, ma a causa di molteplici ritardi, la data della campagna è stata rimandata numerose volte. L'uscita è avvenuta il 10 dicembre 2019. Nel corso del PAX West 2017, è stato rivelato il titolo della campagna: King of Cards.

## Trama

### Shovel of Hope
Nata come la campagna originale di Shovel Knight, questa campagna narra le gesta di Shovel Knight.
Shovel Knight è un cavaliere che combatte il male a fianco della sua amata, Shield Knight. La loro avventura insieme però termina alla Torre del Destino, dove un amuleto maledetto scaglia loro addosso una magia. Al suo risveglio Shovel Knight si accorge di essere solo e che la torre è stata sigillata. Distrutto dalla perdita di Shield Knight, Shovel Knight si rifugia in una vita solitaria, abbandonando la lotta contro il male. Incontrastate, le forze del male prendono il sopravvento e ha inizio il regno dell’Incantatrice.
Dopo aver saputo che l'Incantatrice era riuscita a riaprire le porte della Torre del Destino, Shovel Knight decide di farvi ritorno nella speranza di salvare Shield Knight. Il suo cammino viene però ostacolato dai membri dell'Ordine degli Spietati, un ordine di cavalieri a servizio dell'Incantatrice. A questi si aggiunge anche Black Knight, una vecchia conoscenza di Shovel Knight che però non prende ordini dall’Incantatrice.
Dopo aver battuto tutti i membri dell'Ordine, Shovel Knight raggiunge i cancelli della Torre del Destino, dove si trova a dover fronteggiare Black Knight. Al termine dello scontro, Black Knight rivela a Shovel Knight che l’Incantatrice in realtà è uno spirito oscuro scaturito dall'amuleto maledetto che si è impossessato di Shield Knight.
Una volta raggiunta la cima della torre, Shovel Knight sconfigge l'Incantatrice rompendo la maledizione. Costretto ad abbandonare il corpo di Shield Knight, lo spirito oscuro acquisisce una nuova forma diventando lo Spettro del Destino. Tornata in sé,  Shield Knight aiuta Shovel Knight a sconfiggere lo Spettro, ma al termine dello scontro la torre comincia a crollare. Lo Spettro sfrutta la confusione per scagliare un ultimo attacco a sorpresa con il quale tramortisce Shovel Knight. In quel momento sopraggiunge anche Black Knight al quale Shield Knight ordina di portare in salvo Shovel Knight mentre lei copre loro la ritirata. Come promesso, Black Knight porta al sicuro Shovel Knight abbandonandolo vicino a un falò.
Nella scena finale dopo i titoli di coda, si vede Shield Knight che, zoppicante, raggiunge Shovel Knight e si addormenta felice al suo fianco.
Originariamente il finale prevedeva la morte di Shield Knight fra le braccia di Shovel Knight e, nella scena dopo i titoli di coda, si sarebbe dovuto vedere Shovel Knight intento a seppellirla con la sua stessa pala. Gli sviluppatori però, dopo aver aggiunto nel gioco la storia, si accorsero che un finale di questo tipo, per quanto triste e struggente, non era di grandissimo effetto in quanto i personaggi non erano approfonditi a sufficienza, e quindi optarono per il lieto fine.

### Plague of Shadows
Ambientata in contemporanea con Shovel of Hope, questa campagna narra le gesta di Plague Knight, membro dell'Ordine degli Spietati intento a realizzare il suo piano per creare la Pozione Finale, un potente distillato che rende realizzabile qualsiasi cosa. Per fare ciò, con l'aiuto della fidata assistente Mona e della Fattucchiera del villaggio, Plague Knight pianifica di rubare le essenze dei suoi compagni dell'Ordine e di Shovel Knight per utilizzarle come ingredienti per la Pozione.
Durante la ricerca delle essenze Plague Knight viene sfidato più volte da Black Knight, il quale crede che l'alchimista abbia intenzione di distillare la Pozione per conquistare il cuore della Fattucchiera. Durante uno dei loro scontri Mona, credendo di essere solo stata usata da Plague Knight per i suoi scopi, lo abbandona e sparisce dal suo laboratorio.
Plague Knight continua ciononostante la sua avventura, rubando le essenze degli altri membri dell'Ordine, e parte alla volta della Torre del Destino, dove si scontra nuovamente con Black Knight; quest'ultimo gli rivela che, precedentemente, Mona aveva tentato senza successo di convincerlo a cederle l'essenza dell'Incantatrice senza combattere, poiché preoccupata per Plague Knight. A questo punto, Plague Knight gli confessa di aver voluto preparare la Pozione sì per amore, come il suo sfidante aveva dedotto, ma per Mona: l'alchimista, profondamente insicuro di sé, desidera infatti diventare abbastanza potente per conquistarla, ma Black Knight tenta di dissuaderlo dal suo intento, sostenendo che Mona lo ami già. Plague Knight decide imperterrito di continuare la sua missione, sfidando l'Incantatrice.
Dopo aver rubato anche l'essenza dell'Incantatrice, Plague Knight ultima la Pozione, ma all'improvviso sopraggiungono Black Knight e Mona per fermarlo. Con le spalle al muro, Plague Knight finalmente svela la verità della sua missione a Mona, ma lei gli rivela di essere già innamorata di lui. Plague Knight cerca allora di arrestare il processo chimico, ma fallisce e la reazione genera una sua versione oscura.
I due Plague Knight si scontrano e il vero Plague Knight riesce ad avere la meglio e a riprendere il controllo della reazione; capendo tuttavia che, avendo già l'amore di Mona, non ha più bisogno della Pozione finale, Plague Knight decide assieme all'amata di utilizzare il distillato per distruggere la Torre del Destino e dimostrare, tramite la sua conflagrazione, il loro talento come alchimisti al regno intero.
L'atto, che si ricollega al finale di Shovel of Hope e spiega la distruzione della Torre, giunge alle orecchie degli abitanti del villaggio: Plague Knight e i suoi alchimisti vengono dunque acclamati come eroi, conquistando la fiducia e gratitudine del regno. La Fattucchiera, che ancora crede che Plague Knight abbia fatto tutto per conquistarla, gli rivela in realtà di essere innamorata del collega Percy. Infine, i colleghi e sottoposti di Plague Knight vanno a festeggiare assieme agli abitanti del villaggio, lasciando l'alchimista solo assieme a Mona.
Nella scena finale dopo i titoli di coda si vedono Plague Knight e Mona ballare felici nel loro laboratorio, finalmente insieme.

### Specter of Torment
Ambientata prima dei fatti narrati in Shovel of Hope, questa campagna narra la storia di Specter Knight, cavaliere incaricato dall'Incantatrice di reclutare otto cavalieri da annettere all'Ordine degli Spietati.
Prima di morire, Specter Knight era un cavaliere errante di nome Donovan. Un giorno lui e il suo compagno d'armi, Luan, salirono sulla Torre del Destino e trovarono l'amuleto che essa conteneva. Furono però sorpresi da Shield Knight che, intenzionata a distruggere l'amuleto, tentò di dissuaderli. Tuttavia Donovan, contrario a tornare sui suoi passi, rigettò gli avvertimenti di Shield Knight e la conversazione sfociò in uno scontro, durante il quale il pavimento della stanza nella quale stavano combattendo crollò e Donovan e Luan precipitarono nel vuoto. Luan morì sul colpo, mentre Donovan, in fin di vita, fu raggiunto da Shield Knight, che nel frattempo era stata posseduta dall'amuleto, trasformandosi nell'Incantatrice: la sua salvezza in cambio di otto cavalieri per lei. Donovan accettò e, come promesso, l'Incantatrice lo trasformò in uno spettro. Una volta resuscitato, l'Incantatrice infuse di magia un ciondolo appartenente a Specter Knight (l'ormai defunto Donovan) dicendogli che, a ogni cavaliere annesso all'Ordine, il medaglione avrebbe acquisito sempre più potere e che, una volta completamente carico, sarebbe stato in grado di ripristinare la sua umanità riportandolo in vita.
Specter Knight comincia quindi a reclutare cavalieri per l'Incantatrice rivivendo, a ogni cavaliere assoldato, alcuni ricordi della sua vita terrena. Nel mentre, un giovane cavaliere di nome Reize Seatlan fa irruzione nella Torre del Destino, deciso a sconfiggere l'Incantatrice. Sebbene Reize non sia riuscito a tenerle testa, l’Incantatrice si rende conto delle potenzialità del ragazzo e decide di impossessarsene pervadendolo di energia oscura nonostante le proteste di Specter Knight.
Dopo aver reclutato sette cavalieri, Specter Knight cerca di assoldare anche Black Knight, il quale però rifiuta e gli rivela che l'Incantatrice, in realtà, è Shield Knight, posseduta e trasformata dall'amuleto della torre. Deciso a vendicarsi, Specter Knight decide di battersi con l’Incantatrice nella speranza di salvare Reize e di ottenere la sua vendetta. L'Incantatrice però gli scaglia contro proprio Reize, sovraccaricandolo di energia oscura fino a trasformarlo in un gigantesco fantasma. Specter Knight riesce a sconfiggerlo, ma l'Incantatrice, desiderosa di ottenere un ottavo cavaliere da annettere al suo ordine, decide di prendersi Reize per sempre.
Specter Knight, non potendo ottenere la sua vendetta, decide almeno di salvare Reize offrendosi come ottavo cavaliere al suo posto e utilizzando il medaglione, ormai carico, per riportarlo in vita. 
Con il suo Ordine finalmente al completo, l'Incantatrice dà inizio al suo regno conquistando ogni cosa, mentre Specter Knight riporta a casa Reize sano e salvo.
Nella scena finale dopo i titoli di coda, si vede Specter Knight nascondere il ciondolo, ormai privo della maggior parte dei suoi poteri, in un baule e rivivere il ricordo a esso legato. Nel ricordo viene rivelato che tale pendaglio apparteneva originariamente a Luan, e lo regalò a Donovan in segno di fratellanza, e in cambio Donovan gli promette di vegliare su suo figlio: Reize. Come rivelato dalle due campagne precedenti, tale ciondolo, ora conosciuto come Ciondolo della fase, verrà poi rubato da Plague Knight, barattato per un Arcano, ed infine venduto a Shovel Knight da Chester il venditore.

### King of Cards
Ambientata prima degli eventi di Specter of Torment, l'ultima campagna del gioco è incentrata sul borioso King Knight, un cavaliere dal carattere infantile e con manie di grandezza che sogna di poter diventare un vero re. Per fare ciò decide di partecipare a un torneo di Joustus, un gioco di carte che spopola da qualche tempo nel regno: colui che sconfigge i tre giudici si aggiudicherà infatti un enorme tesoro e il titolo di Re delle Carte.
Ricevuto un mazzo di Joustus da Specter Knight, King Knight si mette in viaggio per sconfiggere i giudici. Poco dopo, il cavaliere viene avvicinato dal Signor Tacchino e il Bardo, alla ricerca di un campione di Joustus pronto a vincere la Corona di Joustus per loro: King Knight accetta, e il gruppo parte a bordo della loro nave volante, l'Ala Planante.
Nel corso dell'avventura l'equipaggio dell'Ala Planante si fa sempre più grande, riempiendosi di viandanti pronti a servire e aiutare King Knight nella sua impresa: tra i vari si aggiungono i tre giudici, ovvero il saggio Re di Pridemoor, il bizzarro Re Tromela e un Uccellaccio provvisto del dono della parola, una misteriosa giocatrice di Joustus di nome Cardia (proveniente in realtà da un altro pianeta e alla ricerca di un eroe pronto a salvarlo), i numerosi nemici sconfitti da King Knight e la madre dello stesso, l'unica persona verso la quale il cavaliere mostra un minimo di riguardo e che sembra avere un certo interesse verso il Re di Pridemoor.
Dopo la sconfitta del terzo giudice, con grande sorpresa di tutti, si fa avanti la vera mente dietro al torneo: si tratta dell'Incantatrice, che ha inventato il Joustus e organizzato la competizione con lo scopo di distrarre la popolazione del regno e formare un suo ordine di cavalieri malvagi. Decisi a sconfiggerla e a sventare la sua minaccia, l'equipe di King Knight decide di unire le forze per abbatterla, partendo alla volta della Torre del Destino.
King Knight affronta l'Incantatrice e il Grande Triumvirato, un essere mostruoso creato dalle essenze dei tre giudici, e riesce a sconfiggerli. La minaccia è sventata, ma le vite di tutti gli alleati di King Knight sono letteralmente appese a un filo; l'Incantatrice ne approfitta per tentare il cavaliere, offrendogli il regno di Pridemoor in cambio della sua entrata nell'Ordine degli Spietati. Dopo un attimo di titubanza, King Knight accetta e tradisce i suoi compagni, lasciandoli al loro destino.
Ora un vero e proprio re, King Knight decide come primo ordine di distruggere tutte le carte di Joustus e si insedia nella corte di Pridemoor, cacciando via di malo modo il Re legittimo; nel fare ciò, tuttavia, finisce per deludere e alienare completamente anche l'amata madre, fatto che almeno per qualche momento sembra sinceramente disturbarlo.
Nella scena finale dopo i titoli di coda si vede King Knight, intento a godersi la sua nuova vita da re, venire sfidato a duello da Shovel Knight, dal quale sarà sconfitto durante gli eventi di Shovel of Hope.

## Personaggi

### Personaggi principali
- Shovel Knight: il protagonista del gioco. È un cavaliere dallo stile medievale, un tipo coraggioso e cavalleresco, vestito in un'armatura azzurra e con un elmo cornuto in stile vichingo. Come dice il suo nome, la sua arma è una pala semplice, ma con la quale vince comunque contro molti combattimenti. La sua morale è definita dal suo "Codice della Pala". Compagno di avventure di Shield Knight, il suo compito è di salvarla dalla maledizione che l'ha resa l'Incantatrice e di fermare l'Ordine degli Spietati.
- Shield Knight/L'Incantatrice: coprotagonista del gioco. Partner e grande amica di Shovel Knight. Durante un'avventura insieme a quest'ultimo alla Torre del Fato, entra in contatto con un amuleto contenente una maledizione. La magia all'interno dell'amuleto penetra in Shield Knight, trasformandola nel l'Incantatrice, la quale creerà un esercito di mostri e donerà ad un cavaliere morente una nuova pseudovita, esigendo in cambio un ordine di cavalieri al suo servizio. Shield Knight è vestita con un'armatura rossa, un elmo lungo con ali dorate ai lati e la sua arma, un enorme scudo rotondo che usa sia per attaccare che per difendere. Come Incantatrice, invece, ha un aspetto che ricorda molto quello di Malefica. Come arma usa le sue stesse mani che scagliano incantesimi oscuri, rappresentati da sfere violacee infuocate.
- Black Knight: rivale e amico di Shovel Knight e Shield Knight. Dopo l'arrivo dell'Incantatrice, Black Knight, convinto di salvarla e farla tornare normale, la difende. Pur di starle vicino, decide di affiliarsi indirettamente all'Ordine degli Spietati, ma non ne entra a far parte, considerando l'Ordine un male. Spesso incontra Shovel Knight durante l'avventura e litiga con esso, finendo per combattere. Viene anche posseduto dalla magia nera dell'Incantatrice, diventando temporaneamente un mostro. Fisicamente, è identico a Shovel Knight, solo con un'armatura rossa e nera e usa una pala semplice anche lui. Quando è posseduto, resta uguale a prima, ma gli spuntano due ali nere con le punte rosse sulla schiena. Sembra essere anche capace di usare la magia, visto che anche quando non è posseduto, lancia proiettili viola dalla pala.

### L'Ordine degli Spietati
- King Knight: primo membro dell'Ordine. Si è unito all'Incantatrice per ottenere ulteriore potere, dopo aver usurpato il trono di Pridemoor al vero re. È un tipo molto vanitoso e narcisistico, vestito in un'armatura dorata con tanto di scettro come arma e una corona fasulla. Nell'Ordine svolge il ruolo di vassallo dell'Incantatrice al Regno di Pridemoor.
- Specter Knight/Donovan: secondo membro dell'Ordine. Donovan, con un passato da cavaliere errante, è morto insieme al suo amico Luan, ma è tornato in vita con la magia dell'Incantatrice sotto forma di Specter Knight per creare un esercito. Riuscendo nell'intento, rinuncerà all'ultima occasione di tornare in vita per salvare Reize e mantenere la promessa fatta al padre di quest'ultimo, Luan, diventando un fantasma per sempre e vagando nel Giardino del Lich come tutore delle regole dell'Incantatrice. Nei panni di Donovan, è vestito con un lungo mantello blu notte che copre tutto il suo corpo, corazzato da un'armatura nera e dorata con la visiera alzata che lascia intravedere solo gli occhi. Nei panni di Specter Knight il mantello è rosso e la visiera è abbassata. In vita, usava un pugnale come arma, mentre, come Specter Knight, usa come arma una falce rossa regalatagli dall'Incantatrice.
- Plague Knight: terzo membro dell'Ordine. Alchimista locale al suo laboratorio, l'Explodatorium e al suo covo segreto, il Pozionarium, viene visto come un folle insieme al suo team di scienziati alchemici. Apparentemente, si è unito all'Ordine come alchimista per ottenere potere, fama e dominio, ma in realtà vuole tradire l'Ordine per ottenere le Essenze degli altri cavalieri per creare la Pozione Finale e diventare il compagno di Mona, la sua assistente di laboratorio di cui è innamorato. Plague Knight appare sempre vestito con una tunica verde scura e una cintura alla quale tiene legate le sue pozioni e le bombe chimiche. Al posto di un elmo da cavaliere, usa una maschera verde da uccello simile a quella dei medici della peste abbinata al cappuccio della sua tunica, sempre alzato.
- Treasure Knight: quarto membro dell'Ordine. È un pirata tecnologico, comandante della Balena di Ferro, un avanzatissimo sommergibile pirata. Tipo molto avaro, unitosi all'Ordine per investire il suo oro per aiutare le forze dell'Incantatrice e ottenere così ancora più ricchezze dagli assalti dell'Ordine. Le ricchezze investite servono a pagare gli armamentari e dare gli stipendi agli sgherri dell'Ordine. L'aspetto di Treasure Knight ricorda molto quello di un palombaro, ma al posto di una mano ha un macchinario con una catena attaccata ad un'ancora che usa come mazza: infatti può usare a comando un sistema meccanico che spara letteralmente l'ancora e poi la fa tornare indietro tramite la catena.
- Mole Knight: quinto membro dell'Ordine. È una grossa talpa umanoide con un'armatura rossa, ossessionato dal trovare insieme al suo team di talpe la Città Perduta (i resti di un antico regno sotterraneo appartenuto agli antenati, un'antica civiltà). Pur di trovarla, si unirà all'Ordine come scavatore ufficiale. In futuro troverà la Città Perduta e la trasformerà nella sua base personale per scavi. Come arma usa il suo intero corpo massiccio: le unghie affilate per scavare e graffiare, il corpo come peso da sbattere sul terreno per creare terremoti, la testa per spingere blocchi di pietra e il pennacchio infuocato in cima all'elmo come lanciafiamme.
- Polar Knight: sesto membro dell'Ordine. Di origini chiaramente vichinghe, questo combattente e vecchio amico e compagno di battaglie di Shovel Knight si è unito all'Ordine come guerriero per poter lottare contro potenti nemici, facendo la guardia alla Nave Arenata, un vecchio drakkar vichingo sepolto dalla neve. La sua armatura ricorda molto quelle dei vichinghi e come arma usa uno spalaneve.
- Tinker Knight: settimo membro dell'Ordine. Assunto come ingegnere per creare armi e mostri robotici. Lui è convinto che l'Ordine dovrebbe essere un governo giusto ed equo, per questo si è unito a loro. Trova il suo lavoro alla Torre dell'Orologio più importante di tutto il resto e, visto che è il cavaliere più debole fisicamente, attacca lanciando chiavi inglesi. Se è alle strette, utilizza la sua arma segreta: un enorme robot da battaglia di legno, metallo e ingranaggi con tanto di cingoli e missili.
- Propeller Knight: ottavo membro dell'Ordine. Vanitoso e borioso, comanda una flotta di navi volanti, guidandole dall'ammiraglia: la Fortezza Volante. Comandante aereo dell'Ordine, si è unito a loro per rendere la sua flotta potente e senza rivali. Dalla parlata francese, attacca con una spada, una flotta ai suoi ordini e il suo elmo dotato di elica e di leve per attivare un meccanismo capace di sollevarlo in aria.

### I Viaggiatori Vagabondi
- Reize Seatlan: combattente coraggioso, nonostante sia un adolescente. Il suo sogno è diventare un vero cavaliere e un eroe, tanto che segue le regole del "Codice del Cavaliere" (nessuno sa se Reize segue il Codice o l'ha inventato lui stesso). Nonostante adori lo stile "cavalleresco", il suo modo di vestirsi e combattere ricorda molto quello dei ninja.
- Baz: guerriero indipendente dal fisico robusto, il cui sogno è entrare nell'Ordine degli Spietati, ma la sua eccessiva esuberanza e la sua infantilità lo hanno fatto squalificare. Tuttavia, il suo scopo non è di fare del male, ma solo di far parte di qualcosa di più grande. Infatti, Plague Knight, quasi impietosito dai pianti bambineschi di Baz, lo assume come assistente in laboratorio. Nonostante i suoi tratti ridicoli, Baz ha comunque delle capacità nascoste: infatti, oltre ad una frusta in stile Castlevania, Baz possiede anche la capacità di attirare i fulmini e provocare temporali quando si arrabbia.
- Mr. Cappello: elegante e ossessivo gentiluomo, vestito con un cappotto e un elmo da gladiatore che nasconde il suo volto. Gestisce un negozio di abbigliamento nell'Avamposto di Armeria. La sua ossessione per i cappelli è dovuta al suo potere: indossare anche un comunissimo cappello gli conferisce una capacità soprannaturale finché indossa il cappello e ogni cappello gli dona un potere diverso. Infatti i suoi due cappelli preferiti, un elmo da guerra tedesco e un cappello medievale tipico, gli donano capacità differenti: l'elmo trasforma il suo bastone da passeggio in una spada e il cappello crea tazzine da tè da lanciare.
- Guerriero Spettrale: misterioso e soprannaturale guerriero simile ad un samurai. Ha una forte morale e le sue capacità spettrali lo hanno reso noto anche come l'Attaccante Fantasma. Compare per combattere l'Ordine degli Spietati e mette alla prova Shovel Knight in un combattimento per vedere le sue reali capacità. Arriva sempre con un fulmine e attira l'elettricità, che convoglia in scariche con il suo fioretto e grazie ai suoi poteri si può anche teletrasportare o manovrare il vento, generando folate improvvise.

## Pubblicazione
Il gioco viene originariamente annunciato per il settembre 2013, ma, dopo poco tempo, la data di pubblicazione slitta ai primi mesi del 2014 per poi subire una serie di ulteriori rimandi. Il 5 giugno 2014 la Yacht Club Games fissa come data definitiva della pubblicazione il 26 giugno. Nell’ottobre 2015 il gioco viene distribuito in copia fisica per diverse piattaforme. Dopo l’aggiornamento dell’aprile 2017 il gioco passa alla versione Treasure Trove e a tutti i proprietari della versione originale vengono regalate le due nuove espansioni.

## Accoglienza

### Critica
| Testata                          | Versione | Giudizio |
| -------------------------------- | -------- | -------- |
| Metacritic (media al 17-01-2024) | NSW      | 91/100   |
| Metacritic (media al 17-01-2024) | PSV      | 92/100   |
| Metacritic (media al 17-01-2024) | 3DS      | 90/100   |
| Metacritic (media al 17-01-2024) | PS4      | 90/100   |
| Metacritic (media al 17-01-2024) | Wii U    | 88/100   |
| Metacritic (media al 17-01-2024) | XONE     | 86/100   |
| Metacritic (media al 17-01-2024) | PC       | 85/100   |
| IGN                              | -        | 9/10     |
| Nintendo Life                    | 3DS      | 9/10     |

Il gioco in generale ha raccolto critiche decisamente molto positive; su Steam il gioco ha ottenuto una valutazione degli utenti classificata come “Estremamente positiva”.
Su Metacritic il titolo si attesta su un punteggio medio di quasi 89/100, punteggio che viene riconfermato dal 9/10 di IGN e dalle 9 stelle su 10 di Nintendo Life.

### Vendite
Nella settimana del lancio, Shovel Knight diventa il primo gioco venduto su Nintendo 3DS; su Wii U è secondo solo a Mario Kart 8, mentre su Steam entra nella "top 10" dei giochi più venduti del momento. Nel mese successivo al lancio, Shovel Knight conta un totale di circa 180 000 copie vendute, comprese quelle destinate ai sostenitori della campagna Kickstarter. Di queste, 49 000 sono della versione Wii U, 59 000 della versione 3DS, mentre su Steam il gioco riesce a oltrepassare le 66 000.
A dicembre del 2014 il gioco conta un totale di oltre 300 000 copie vendute fra le varie piattaforme.
Nel giugno 2015, a un anno esatto dalla pubblicazione, il gioco supera le 700 000 unità vendute.
Al 14 dicembre 2016 il gioco raggiunge il milione e mezzo di copie vendute.